# Kasper Eistrup
Kasper Baltazar Eistrup (født 24. januar 1973 i Skovshoved, København) er en dansk musiker, komponist og billedkunstner. Han er forsanger og guitarist i bandet Kashmir.
Fra en tidlig alder skabte han tegneserier og spillede rockmusik, som han udforskede med stigende ambition og intensitet i det kreative københavnske skolemiljø og skiftende bands gennem den tidlige ungdom.

## Kashmir
I 1989 dannede han den første udgave af bandet Kashmir, der skulle vise sig at blive centralt for hans fremtidige kunstneriske løbebane og etablere ham som en af Danmarks mest respekterede sangskrivere. Efter at have fundet den endelige kernekonstellation med tilføjelsen af Asger Techau i 1990 og Mads Tunebjerg i 1991, udgav Kashmir debuten Travelogue i 1994. Kashmir blev i 2000 permanent udvidet med svenske Henrik Lindstrand. Bandet udviklede sig hurtigt til at blive et af de mest roste og profilerede i Danmark en position, der blev understreget og forstærket af opfølgerne Cruzential (1996) og den multiprisvindende The Good Life (1999). Perioden efter The Good Life blev dokumenteret i filmen ”Rocket Brothers” af instruktør Kasper Torsting. 
Kashmir turnerede desuden ekstensivt i ind- og udland.
I de følgende år udgav Kashmir Zitilites (2003), No Balance Palace (2005) og Trespassers (2010), alle plader der udvidede bandets udtryk, udfordrede publikum og cementerede Kashmirs ry som værende et eksperimenterende rocknavn. På trods af de grænsesøgende udgivelser er Kashmirs publikum blevet større med årene.
Kashmir har et væsentligt internationalt publikum og spiller udsolgte koncerter i bl.a. Sydamerika, Japan og Europa. Kashmir udgav i 2013 sit syvende studiealbum E.A.R
Som Kashmirs centrale sangskriver har Kasper Eistrup opnået stor respekt som tekstforfatter og komponist. I sin foreløbige karriere har han samarbejdet med en række musikalske personligheder, deriblandt producerne Ron Saint-Germain, James Guthrie, John Cornfield, Tony Visconti og senest Andy Wallace. På ”No Balance Palace” sang Kasper Eistrup duet med David Bowie på sangen ”The Cynic”, og på samme album medvirkede også Lou Reed, der reciterede Eistrups digt ”Black Building”.

## Billedkunst
Allerede fra 9-års alderen fyldte tegningen meget i Kasper Eistrups liv, men den brede offentlighed stiftede oprindeligt bekendtskab med Kasper Eistrups kunst i forbindelse med hans dybe involvering i Kashmirs artwork og visuelle univers. For Kasper Eistrup var udarbejdelsen af cover art og det grafiske design, en naturlig forlængelse af musikken, og en sammensmeltning af udtryksformer der har været med til at forme hans nuværende visuelle udtryk.
Siden hen har Kasper Eistrup etableret sig som billedkunster med værker, der omfatter både tegning, maleri og mixed media, samt en omfangsrig produktion af litografiske tryk og kobberstik.
Eistrups kunst er rodfæstet i tegningen, med en ofte gennemgående tilstedeværelse af ansigter og skikkelser i den rastløse og hektiske streg. Med tiden har stærke grafiske elementer og sproglige brudstykker indfundet sig, og sammen med en fascination af stærke farver, udfordret og udviklet udtrykket.
I de senere år er Kasper Eistrup blevet tildelt en række prestigefyldte og traditionsrige kunstopgaver, heriblandt udformningen af Copenhagen Jazz Festivals årsplakat (2008), Wibroes Årgangsølsetiket (2008), et frimærkesæt for Post Danmark (2013) samt et portræt af H.K.H. Kronprins Frederik.

## Øvrigt kunstnerisk virke
Eistrup har optrådt i en lang række andre kunstneriske sammenhænge. Sammen med filminstruktøren Kasper Torsting lavede han dokumentarfilmen Vejen tilbage (2001), hvor Torsting opsøgte sin afdøde biologiske fars rødder i Nordjylland. I 2001 producerede han Kitty Wus debutalbum Privacy og i 2006 optrådte han som skuespiller i DRs sorte komedieserie Teatret ved Ringvejen. I 2008 komponerede Kasper Eistrup i, samarbejde med Asger Techau, musikken til Hella Joofs tv-serie Album. Kasper Eistrup har sideløbende med musikkarrieren etableret sig som billedkunstner via en omfattende visuel produktion og en lang række udstillinger. I 2011 deltog Kasper Eistrup i film- og bogprojektet Kaffeslabberas, der sammenbragte kunstnere og ældre i samtale og samarbejde. Eistrup har ofte brugt sit arbejde i velgørende sammenhæng og har støttet især narkomaner og hjemløse, bl.a. ved coverart-udstillingen Pass on the Good Life (2002) samt arrangementer og støttekoncerter for fixerum på Vesterbro.

## Privatliv
I starten af 1990'erne påbegyndte Kasper Eistrup en uddannelse til tømrer, men stoppede efter et års tid.
I midten af 1990'erne var Kasper Eistrup kæreste med radioværten Sara Bro, som han også var gift med i en kort periode. Kashmirs tredje album, The Good Life (1999) handlede bl.a. om skilsmissen fra Sara Bro.
I 2006 mødte Kasper Eistrup skuespilleren Laura Drasbæk under optagelserne af en musikvideo til Kashmir's "She's Made of Chalk". Forholdet udviklede sig først til et venskab, men de blev senere kærester, og i december 2008 blev de gift. Parret gik fra hinanden i september 2009.
Kasper Eistrup dannede par med Hannah Louise Hamid, der er pressemedarbejder ved Sony Music, fra 2010 til 2013. Den 27. september 2010 blev de forældre til pigen Coco Luna Eistrup. Hun er opkaldt efter David Bowies mangeårige assistent Corinne "Coco" Schwab.
Eistrup har fra 2013 dannet par med psykoterapeuten Marianne Mosbæk. De blev forældre til drengen Elvin Mosbæk Eistrup den 16. september 2014.
I 2016 - den 12. juli - fik de endnu en søn, Helmut Mosbæk Eistrup. 

Diskografi
Album:
- Travelogue, 1994 (Start/Pladekompagniet)
- Cruzential, 1996 (Sony Music)
- The Good Life, 1999 (Sony Music)
- Zitilites, 2003 (Sony Music)
- No Balance Palace, 2005 (Sony Music/BMG)
- Trespassers, 2010 (Columbia/Sony Music)
- E.A.R, 2013 (Columbia/Sony Music)

Compilation:
Katalogue, 2011 (Columbia/Sony Music)
EP:
- Travelogue, the epilogue 1995 (Start)
- Home Dead, 2001 (Sony Music)
- Rocket Brothers, 2003 (Sony Music)
- Extraordinaire, 2010 (Sony Music)

Live album:
- The Aftermath, 2005 (Columbia/Sony BMG)

Film:
- Rocket Brothers, 2003 (Zentropa)
- The Aftermath, 2005 (Columbia)

### TV
- I 2010 besøgte Kasper Eistrup kunstneren Michael Kvium i Spanien, som en del af DR's serie Kunstnermøder [16]

## Udvalgte Udstillinger
- 2000 Kirsten Kjærs Museum
- 2007 Falkener Project
- 2007 Art Copenhagen
- 2008 Charlotte Fogh Contemporary
- 2011 Art Copenhagen
- 2011 Hans Alf Gallery
- 2012 Art Copenhagen
- 2013 Art Herning
- 2015 Book of Love
- 2017 Diamonds to Dust
- 2018 Fragmentarium
- 2022 Kastrupgaard